# Eutreta christophe
Eutreta christophe är en tvåvingeart som först beskrevs av Bates 1933.  Eutreta christophe ingår i släktet Eutreta och familjen borrflugor. Inga underarter finns listade i Catalogue of Life.